# Chiesa di San Cirillo (Kiev)
La chiesa di San Cirillo (in ucraino Кирилівська церква?) è un edificio religioso soggetto a protezione situato nella parte nordoccidentale del centro di Kiev in Ucraina.
É una delle chiese più antiche del paese risale infatti all'epoca del Rus' di Kiev, venne edificata nel XII secolo sotto il regno di Vsevolod II di Kiev come chiesa dell'omonimo monastero. Originariamente situata ai margini del centro abitato aveva anche funzioni difensive faceva infatti parte della cinta difensiva fatta erigere da Vsevolod II per contrastare le continue guerre per il trono di Kiev. I muri perimetrali della chiesa sono spessi due metri e le finestre nel secondo piano sono feritoie.
Nonostante diverse ristrutturazioni che ne hanno aggiunto elementi tipici del barocco ucraino la chiesa non ha mai subito danneggiamenti rilevanti e presenta una combinazione di elementi architettonici bizantini e barocchi.
Gli interni sono decorati da affreschi risalenti all'epoca della costruzione.
Dal 2009, insieme alla chiesa di Sant'Andrea si trova nella lista dei candidati all'inclusione nel patrimonio dell'umanità dell'UNESCO.